# Куп Мађарске у фудбалу 2010/11.
Куп Мађарске у фудбалу 2010/11. (мађ. 2010–2011-еs magyar labdarúgókupa) је било 71. издање серије, на којој је екипа ФК Кечкемета тријумфовала по 1. пут. Сезона је почела утакмицом 1. кола 7. августа 2010. године, а завршила се финалном утакмицом одржаним 17. маја 2011. године на стадиону Ференц Пушкаш у Будимпешти. Победник, Кечкемет, изборио је пласман у друго коло квалификација УЕФА Лиге Европе 2011/12. Дебрецин је био бранилац титуле, освојивши своје четврто куп такмичење прошле сезоне.

## Четвртфинале[3]
| Тим #1              | рез.  | Тим #2             | прва утакмица | друга утакмица |
| ------------------- | ----- | ------------------ | ------------- | -------------- |
| 8. и 15. март 2011. |       |                    |               |                |
| ФК МТК              | 1 : 2 | ФК Залаегерсег     | 0 : 0         | 1 : 2          |
| 8. и 16. март 2011. |       |                    |               |                |
| ФК Ујпешт           | 4 : 5 | ФК Ракоци Капошвар | 2 : 3         | 2 : 2          |
| 9. и 15. март 2011. |       |                    |               |                |
| ФК Кечкемет         | 6 : 2 | ФК Шиофок          | 5 : 1         | 1 : 1          |
| ФК Хонвед           | 1 : 5 | Видеотон           | 1 : 1         | 0 : 4          |

## Полуфинале
| Тим #1                   | рез.  | Тим #2         | прва утакмица | друга утакмица |
| ------------------------ | ----- | -------------- | ------------- | -------------- |
| 19. април и 3. мај 2011. |       |                |               |                |
| ФК Кечкемет              | 5 : 1 | ФК Залаегерсег | 5 : 1         | 0 : 0          |
| 20. април и 4. мај 2011. |       |                |               |                |
| ФК Ракоци Капошвар       | 0 : 5 | Видеотон       | 0 : 1         | 0 : 4          |

## Финале
Одиграна је само једна утакмица у финалу и Кечкемет је освојио титулу шампиона.
| 17. мај 2011. |       |          |
| ФК Кечкемет   | 3 : 2 | Видеотон |

| ФК Кечкемет                  | 3 : 2    | Видеотон                                     |
| ---------------------------- | -------- | -------------------------------------------- |
| Фокси Кетевоама 2’, 14’, 80’ | Извештај | Владан Чукић 48’ (а.г.) · Немања Николић 82’ |